# Xavier Lesage
Xavier Lesage (n. 25 octombrie 1885, Moret-sur-Loing⁠(d), Île-de-France, Franța – d. 3 august 1968, Gisors, Haute-Normandie, Franța) a fost un sportiv ce a reprezentat Franța, medaliat olimpic. A participat la 2 ediții ale Jocurilor Olimpice (1924, 1932) în care a câștigat două medalii de aur și o medalie de bronz.